# Rio de San Aponal

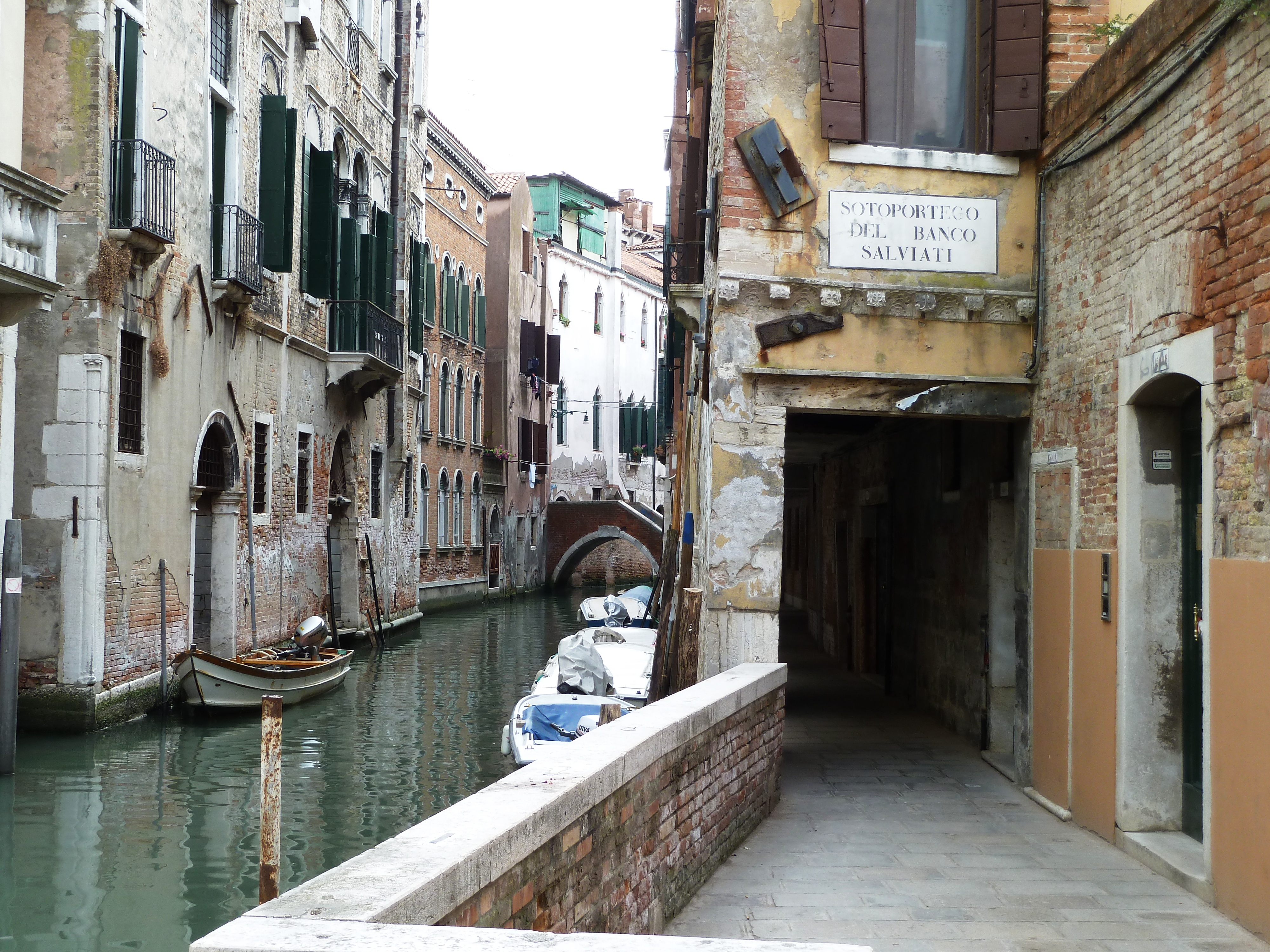
Vue vers le sud-ouest

Le rio di Sant'Aponal (ou San Aponal, vulgarisation de Sant'Apollinare, canal de Saint-Apollinaire) est un canal de Venise dans le sestiere de San Polo.

## Description
Le rio de Sant'Aponal a une longueur de 98 mètres. Il prolonge le rio de le Becarie en sens sud-ouest vers son embouchure dans le rio de la Madonneta.

## Toponymie
Ce canal fut appelé d'après l'église Sant'Aponal, désacralisée.

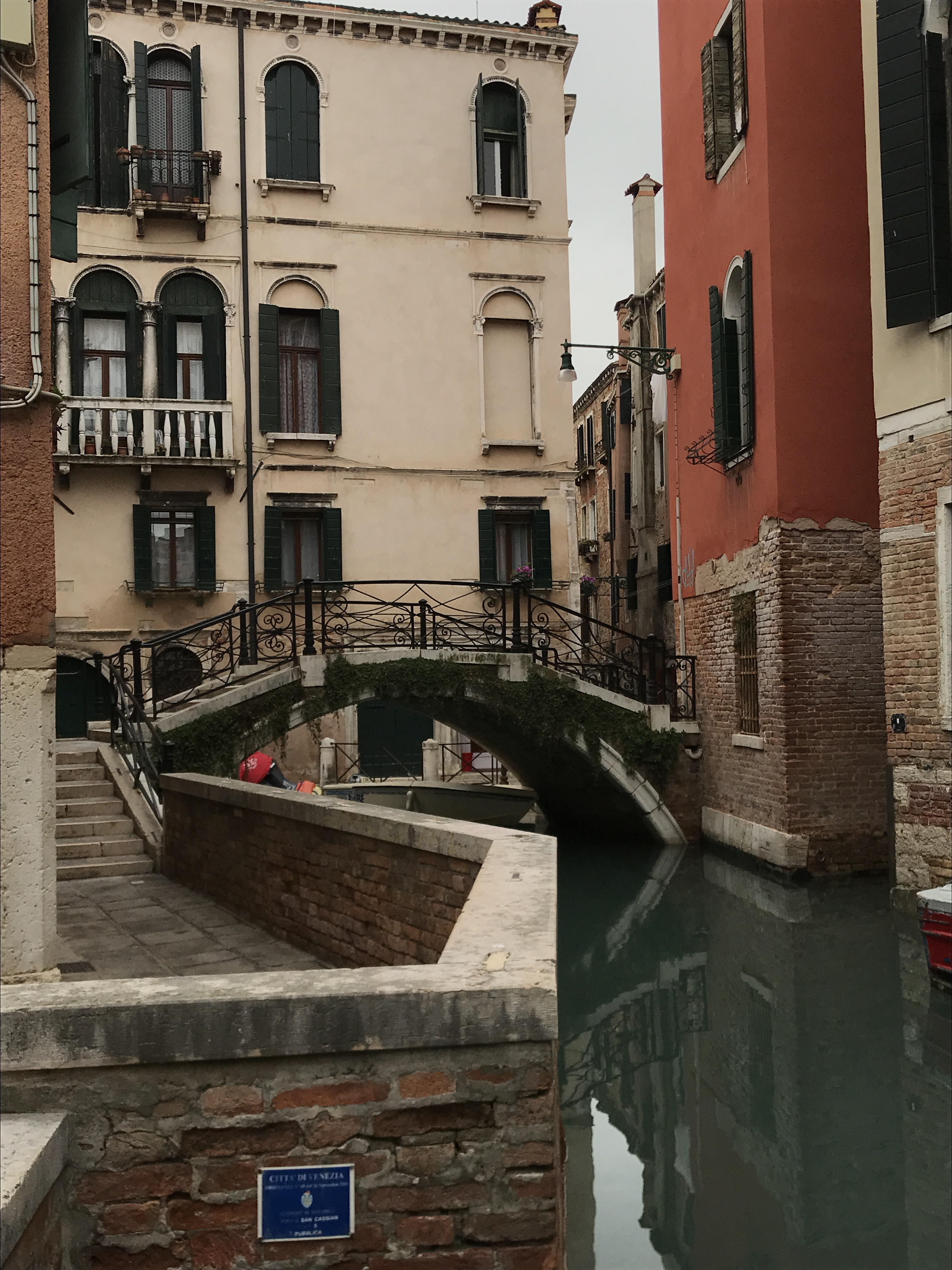
Le palais Molin Cappello avec à droite le rio terà Sant'Aponal

L'église de Sant'Apollinare, (vulg. Sant'Aponal) fut édifiée en 1034 par les familles Sievoli et Rampani de Ravenne. Restaurée au XVe siècle, elle fut reconstruite au XVIe siècle. Elle fut paroissiale jusqu'en 1810, année de sa fermeture. Ensuite, elle servit comme refuge de nuit de pauvres, puis successivement comme atelier de menuiserie, magasin d'ameublement, prison politique, dépôt de sfaciture, magasin de charbon et finalement boutique de brocanteur. En 1840, en vente publique, elle est achetée par Angelo Vianello, dit Chiodo, qui la revendait à quelques fidèles qui la rouvrirent au culte en 1851.

### Rio del Fontego
Le rio de Sant'Aponal vire à gauche du palais Molin Cappello dans le rio de le Becarie. Mais jadis, une branche virait à droite dans le rio del Fontego.
Enfoui en 1842, ce rio sinuait du palais Molin vers l'église San Silvestro avant de déboucher dans le Grand Canal. Ce canal était bordé d'un quai de la Rughetta au Riva del Vin : cette partie est maintenant le rio terà S. Silvestro o del Fontego tandis que la partie à l'ouest de la Rughetta forme le rio terà Sant'Aponal. Trois ponts traversaient le rio del Fontego: le ponte S. Silvestro devant l'église éponyme, le ponte de l'Ogio de la calle éponyme à la Rughetta del Ravano et le ponte de la Scoazera du calle del Campaniel au campiello del Sole. 

### Rio de le Carampane
A gauche du palais Molin Cappello, un rio raccordait jadis le rio de le Becarie au Rio di San Cassiano. Un quai longeait le canal dans sa partie nord entre le rio di San Cassiano et le sotoportego de le Carampane avec le pont éponyme. Cette partie fut enfouie en 1777. En 1847, la partie sud jusqu'au rio de le Becarie fut aussi enfouie, donnant vie au rio terà delle Carampane. Carampane est un mot composé Cà (maison) et de Rampani, nom d'une ancienne famille patricienne.

## Situation
- Ce rio longe le rio dei Meloni sur son flanc est.

## Ponts
Le rio est traversé par divers ponts (du nord au sud) :

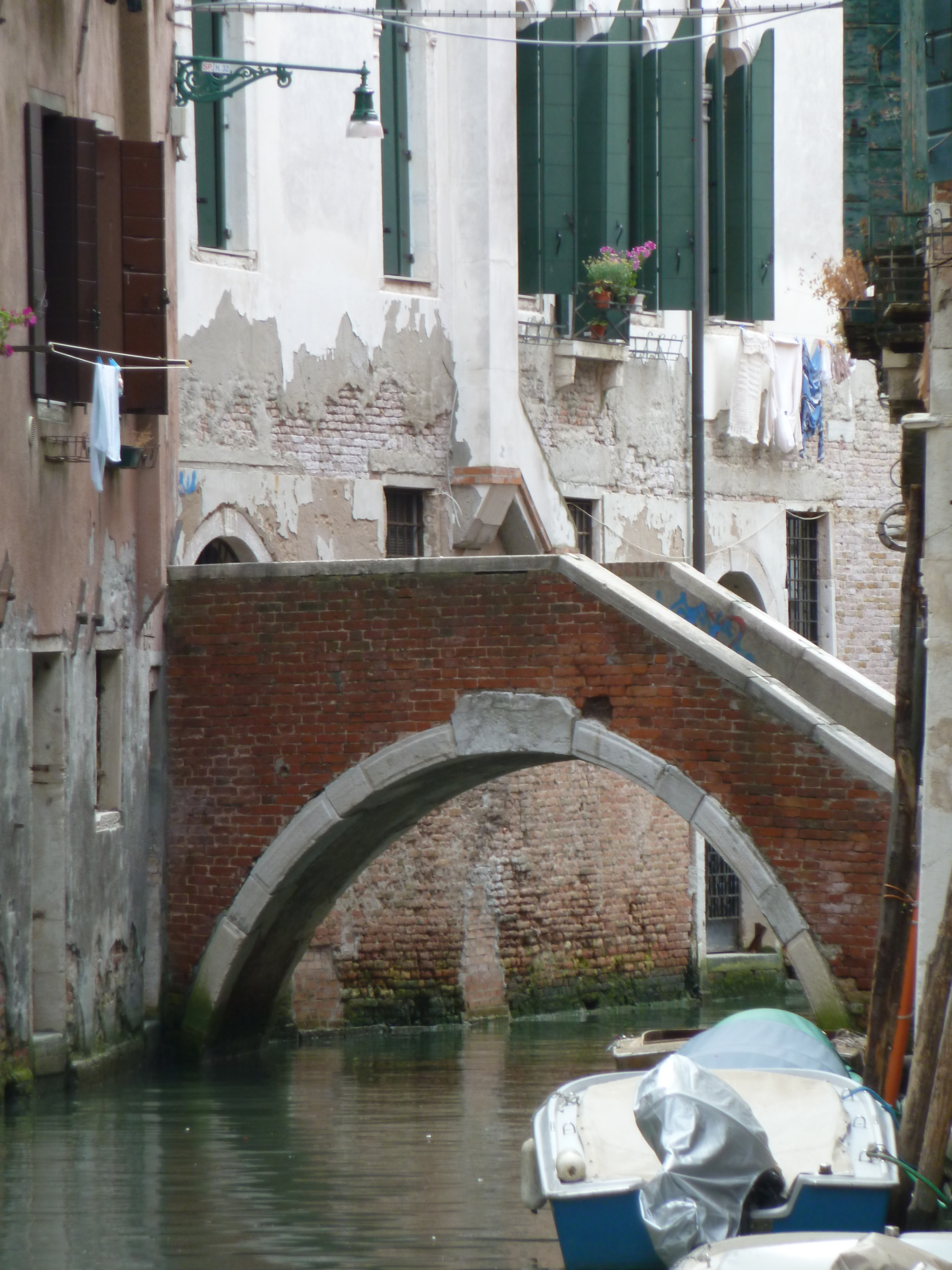
Ponte Furàtola[2] Il relie le sottoportego éponyme au campiello dei Meloni
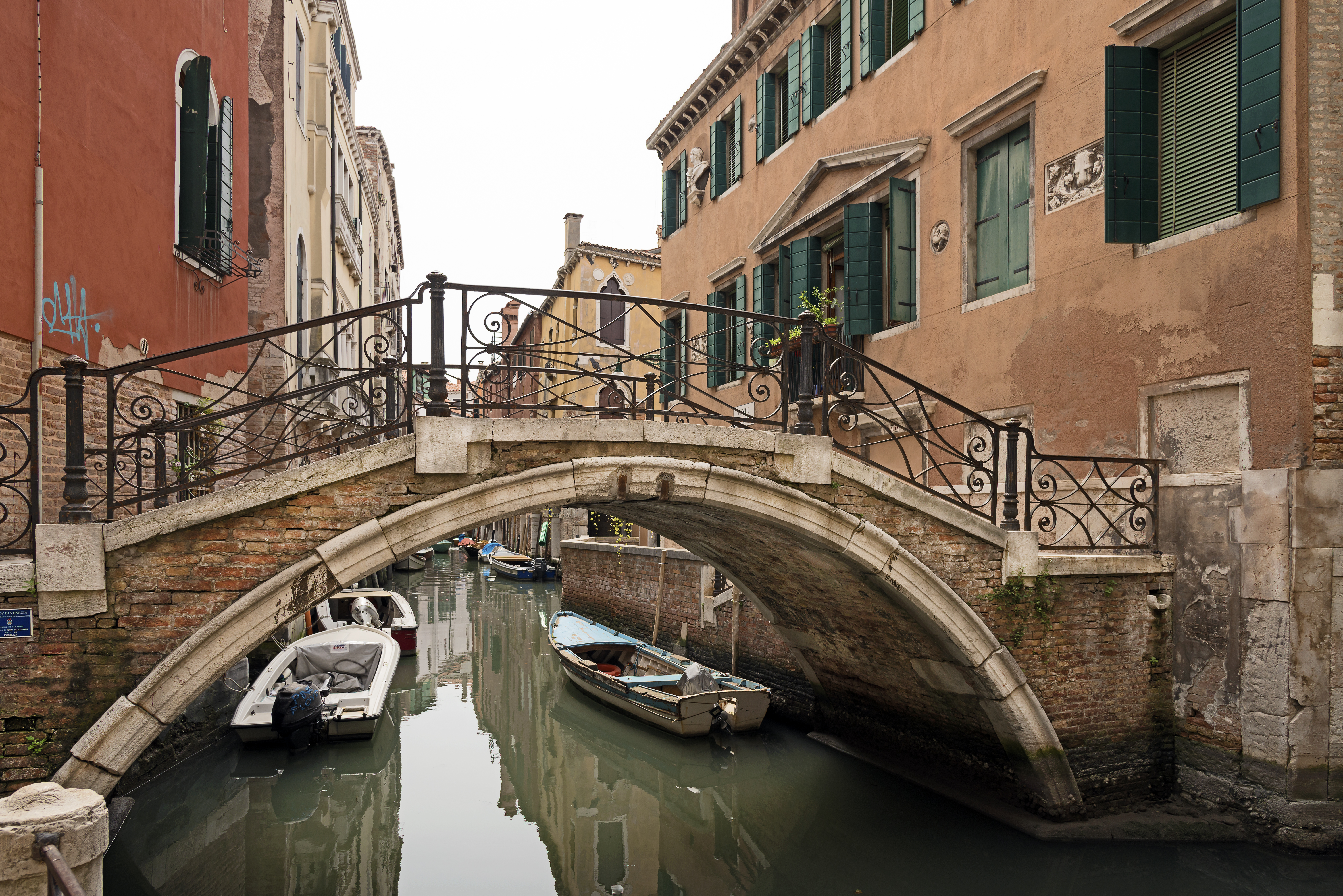
Ponte Storto reliant le Rio Terà Sant'Aponal à la Fondamenta dei Banco Salviati